# The Imperial
The Imperial est un complexe de deux gratte-ciel situés à Bombay qui mesurent 252 m pour 60 étages. Elles font partie des plus hautes constructions d’Inde.